# Avetik Grigorian
Pour les articles homonymes, voir Grigorian.
Avetik Grigorian est un joueur d'échecs arménien né le 27 janvier 1989 à Erevan.
Au 1er mars 2021, Avetik Grigorian est le seizième joueur arménien avec un classement Elo de 2 561 points.

## Biographie et carrière
Grand maître international depuis 2008, Avetik Grigorian finit sixième ex æquo du championnat du monde junior en 2009. Il remporta le championnat d'Arménie en 2010 avec 7,5 points marqués en neuf parties et deux points d'avance sur Tigran L. Petrossian, Zaven Andriasian et Artashes Minassian, suivis de Robert Hovhannissian, Hrant Melkoumian. La même année, il marqua 7 points sur 11 au championnat d'Europe d'échecs individuel, et participa à l'Olympiade d'échecs de 2010 comme remplaçant pendant le premier match de l'Arménie (il remporta sa partie et l'Arménie finit septième de l'olympiade).